# Аргаш (село)
Аргаш — село в Инзенском районе Ульяновской области, входит в состав Труслейского сельского поселения.

## География
Расположено: в 11 километрах до центра поселения Труслейка, в 14 километрах до райцентра Инза и в 145 километрах до областного центра Ульяновск, на речке Шишлейка. 

## Название
Происхождение названия села имеет несколько версий: 
1. В конце XIV века татарский мурза Алга основал аул Алгась (ныне — Аргаш).
2. На этом месте поселение существовало ещё со времён Волжской Булгарии. Название имеет тюркское происхождение. От чувашского слова «алгаж» — овраг. Название народа «чуваш», «чаваж» происходит от бугарского племени Сувар, Суваз.
3. Аргашъ (Аргаш[3]) — пёстрая рыба, род форели или лосося, пеструшка[4][5].
4. Древнюю дорогу у отрогов гор башкиры именовали  Аргаш — горнолесная (от  др.-тюркского  географического  термина  арга — горный  лес; лес  на  северной  стороне). В Челябинской области есть село Аргаяш (Яргояш), что с башкирского слово "яр" — берег и «кояш» — солнце, то есть «солнечный берег». Также соответствует древнему тюркскому мужскому личному имени Агайяш (Ергаяш, Аргайяш)[6].
5. Аргаш — село и река Аргаш, правый приток Суры, в Инзенском районе. Название не имеет прямых соответствий в современных языках Средневолжья. Но по строению с ним соотносительны также названия алтайских рек, как Барагаш, Сугаш. В то же время в татарском языке отмечены личные имена типа Тугаш, Ягша, Каракаш, Юмаш и другие. По мнению тюркологов, словесные формы типа Суугаш в тюркских языках связаны с выражением уменьшительного значения. Все это свидетельствует о вполне вероятном тюркском происхождения топонима Аргаш. Не исключено, однако, что основу названия составило финно-угорское нарицательное ар/ер — «поток, ручей, речка»[7].
6. Аргашь — в старину, иногда, пригород Аргаш писали с окончанием на мягкий знак «Ь»[8].

## История
Поселение основано в 1647 году как острог (крепость) Карсунско-Симбирской засечной черты. Имела на валах дубовые стены, рубленные в тарасы (две стены 75 и 48 саженей, остальные две — по 28 саженей), 6 башен, из которых две проезжие.
В 1653 году в Остроге Аргаш была построена церковь в честь Благовещения Пресвятой Богородицы.
В 1698 году ратные люди (пашенные солдаты) были переселены на Азов.
В 1699 году продаётся в поместье князя Ф. Ю. Ромодановского.
В 1708 году, при административно-территориального деления Петра I, пригород Аргаш вошёл в состав Симбирского уезда Казанской губернии.
В 1780 году — в Карсунском уезде Симбирского наместничества. 
В 1780 году на средства прихожан был построен деревянный храм, в 1882 году перестроен в трёх-престольный: главный (холодный) в честь Благовещения Пресвятые Богородице и в приделах (теплые): в правом во имя трех Святителей Московских и всея России чудотворцев Петра, Алексия и Ионы и в левом во имя св. мученицы Параскевы .
В 1796 году — в Симбирской губернии.
В 1854 году в пригороде открывается смешанное начальное народное училище (с 1856 года становится двухклассным).
В 1859 году — во 2-м стане Карсунского уезда.
В 1861 году пригород Аргаш стал волостным центром.
В Аргаше делали сани с кузовом, с креслами с различными украшениями. 
В 1877 году — построено новое здание для Аргашского училища.
В 1898 году была открыта церковно-приходская школа.
В 1918 году в Аргаше был образован сельский Совет и он стал называться селом.
В 1921 году в селе произошёл сильнейший пожар практически уничтоживший все постройки. Часть погорельцев в недалеке от села основали посёлок Часовня, а 26.05.1964 г. Указом ПВС РСФСР посёлок был переименован в Малиновку, ныне не существует.  
В 1924 году село вошло в Инзенскую волость, а в Аргашский с/с вошло: с. Аргаш, пос. Надежда, пос. Пустынный, пос. Репной, пос. Часовня.
В 1929 году — в составе Инзенского района. 
С 1943 года — в Ульяновской области.
С 1940 года колхоз "Красный пахарь" пос.Репный вошёл в состав Аргашского сельского Совета, а в 1950 году упразднён.
В 1966 году было построено новое здание Аргашской средней школы (с 2006 года становится основной общеобразовательной школой).
В 1970 году к колхозу имени XXIV съезда был присоединен колхоз «Искра» (Городищи).
С 2005 года — в Труслейском сельском поселении.

## Население
| Год  | Число дворов | Число жителей | Примечания                                              |
| ---- | ------------ | ------------- | ------------------------------------------------------- |
| 1661 |              | 300           |                                                         |
| 1780 |              | 437           | Построена церковь.                                      |
| 1859 | 323          | 2099          | Во 2-м стане, церковь, сельское училище, ярмарка, базар |
| 1866 | 350          | 2419          |                                                         |
| 1884 | 356          | 2810          | волостное правление, 1 церковь, 1 школа                 |
| 1897 | 464          | 3131          |                                                         |
| 1900 | 396          | 2915          |                                                         |
| 1913 | 638          | 4558          |                                                         |
| 1924 | 519          | 2694          |                                                         |
| 1927 | 548          | 2724          |                                                         |
| 1996 |              | 917           |                                                         |
| 2010 |              | 569           |                                                         |

### Известные уроженцы
- Александр Владимирович Дозо́ров (7 июня 1965, Аргаш — 11 апреля 2019, Ульяновск) — ректор Ульяновского государственного аграрного университета (2004—2019).
- Александр Иванович Соловьев (1870 — 1941), протоиерей[29].
- Елчев, Виктор Алексеевич  — советский хозяйственный, государственный и политический деятель.

## Достопримечательности
- Могила Кузнецова С. М. [30];
- Памятник погибшим воинам  в Великой Отечественной войне, установлен в 1985 году[31].
- Памятный крест, на месте старинного храма[18];
- Остатки вала Карсунской засечной черты[18];
- Родник[32].

## Улицы
ул. Заречная, ул. Кузнецова, Кулатский пер., ул. Ленина, ул. Молодежная, ул. Новая Линия, ул. Почтовая, ул. Садовая, ул. Советская, Советский пер., ул. Школьная.